# Torneio de Wimbledon de 2004
O Torneio de Wimbledon de 2004 foi um torneio de tênis disputado nas quadras de grama do All England Lawn Tennis and Croquet Club, no bairro de Wimbledon, em Londres, no Reino Unido, entre 21 de junho e 4 de julho. Corresponde à 37ª edição da era aberta e à 118ª de todos os tempos.

## Finais

### Profissional
| Categoria | Evento    | Campeã(s)(o/ões)               | Vice-campeã(s)(o/ões)        | Resultado           | Chave(s)  | Chave(s)       |
| --------- | --------- | ------------------------------ | ---------------------------- | ------------------- | --------- | -------------- |
| Simples   | Masculino | Roger Federer                  | Andy Roddick                 | 4–6, 7–5, 7–63, 6–4 | principal | qualificatório |
| Simples   | Feminino  | Maria Sharapova                | Serena Williams              | 6–1, 6–4            | principal | qualificatório |
| Duplas    | Masculino | Jonas Björkman Todd Woodbridge | Julian Knowle Nenad Zimonjić | 6–1, 6–4, 4–6, 6–4  | principal | qualificatório |
| Duplas    | Feminino  | Cara Black Rennae Stubbs       | Liezel Huber Ai Sugiyama     | 6–3, 7–65           | principal | qualificatório |
| Duplas    | Misto     | Wayne Black Cara Black         | Todd Woodbridge Alicia Molik | 3–6, 7–68, 6–4      | principal | principal      |

### Juvenil
| Categoria | Evento    | Campeã(s)(o/ões)                  | Vice-campeã(s)(o/ões)            | Resultado      | Chave(s)  | Chave(s)       |
| --------- | --------- | --------------------------------- | -------------------------------- | -------------- | --------- | -------------- |
| Simples   | Masculino | Gaël Monfils                      | Miles Kasiri                     | 7–5, 7–66      | principal | qualificatório |
| Simples   | Feminino  | Kateryna Bondarenko               | Ana Ivanović                     | 6–4, 26–7, 6–3 | principal | qualificatório |
| Duplas    | Masculino | Brendan Evans Scott Oudsema       | Robin Haase Viktor Troicki       | 6–4, 6–4       | principal | principal      |
| Duplas    | Feminino  | Victoria Azarenka Olga Govortsova | Marina Erakovic Monica Niculescu | 6–4, 3–6, 6–4  | principal | principal      |